# ベラルーシ鉄道BKG2形電気機関車
BKG2形（ベラルーシ語: БКГ2）は、ベラルーシ鉄道（Беларуская чыгунка）が所有する交流電化区間用電気機関車。中国の大同電力機車によって製造された。

## 概要・運用
中国の支援で電化区間の拡大を行っているベラルーシ鉄道での貨物輸送を目的に開発された機関車。2013年6月に発注が行われた。
大同電力機車がアルストムと共同開発を行ったHXD2型のうち、単機で運行可能なHXD2C型を基にした形式で、ベラルーシでの走行環境を考慮した耐寒構造が施されている他、車内には脱出用のサイドウィンドウや自動消火システムなど安全面の強化もなされている。制動装置はベラルーシ鉄道の基準に基づいた設計となっている。
2015年に最初の3両が完成し、同年から営業運転が開始された。2017年以降も増備が実施されており2019年の時点で18両が営業運転に就いている。

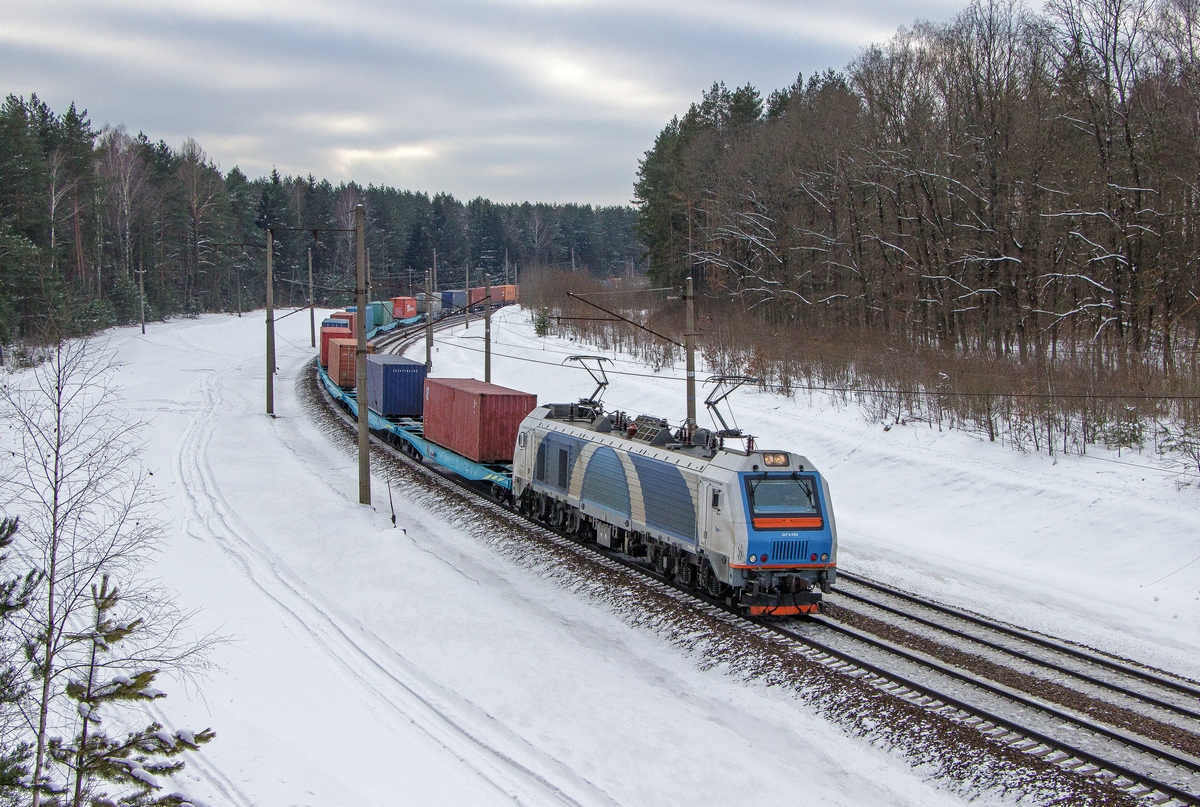
BKG2-008

## 関連形式
- ベラルーシ鉄道BKG1形電気機関車 - 2012年からベラルーシ鉄道に導入されている2車体連結式の電気機関車。大同電力機車製のHXD2形を基に設計が行われた[6]。

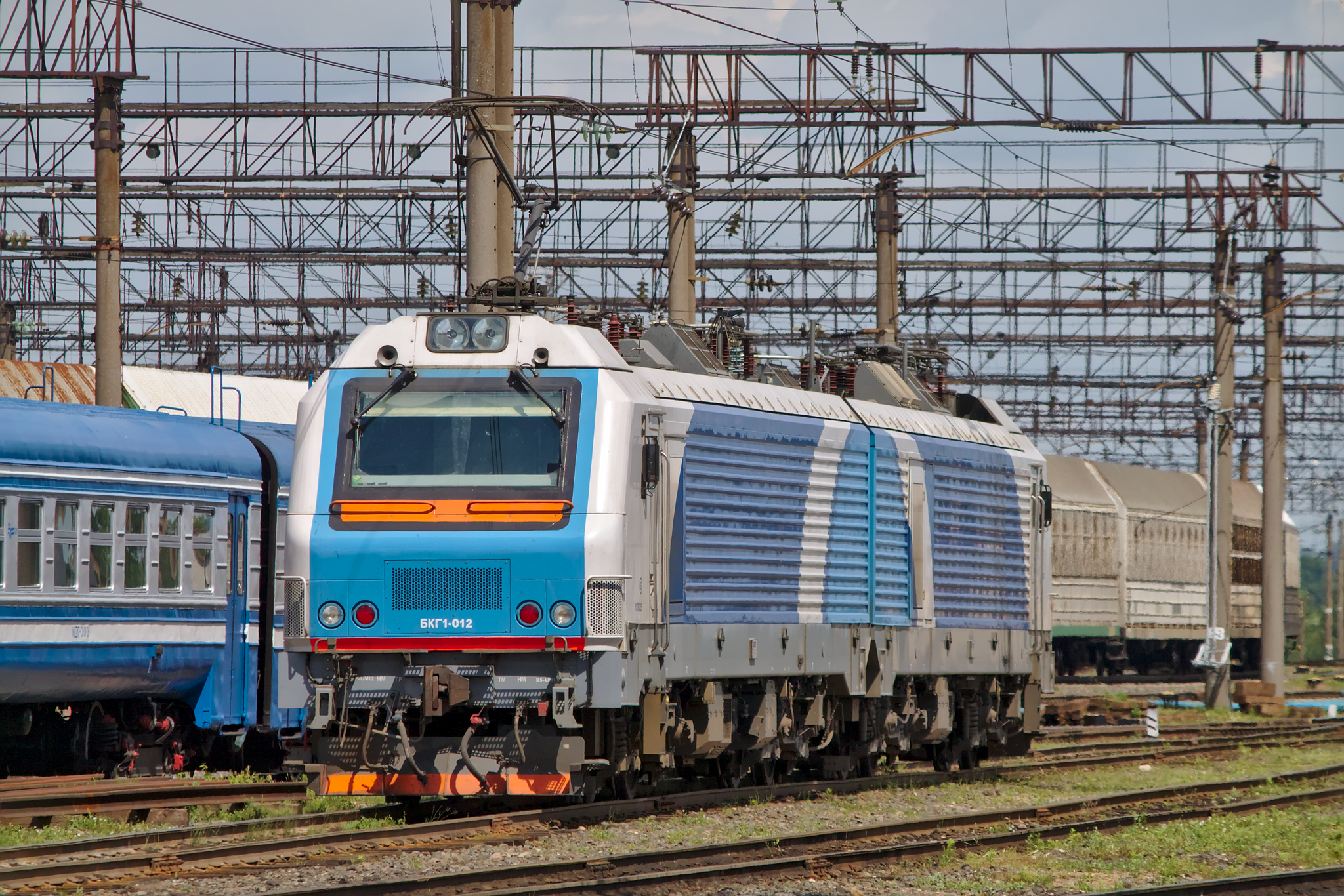
BKG1形